# Mimi Coertse
Mimi Coertse, właśc. Maria Sophia Coertse (ur. 12 czerwca 1932 w Durbanie) – południowoafrykańska wokalistka (sopran) należąca do zespołu Opery Wiedeńskiej, w której śpiewała 469 razy w 27. różnych rolach. Coertse występowała również w wielu innych operach, np. w Londynie, Salzburgu, Kolonii, Atenach, Aix-en-Provence, Brukseli, Barcelonie, Palermo, Berlinie, Genewie. Szczególnie wyróżniane są jej wykonania:
- tytułowej roli w wiedeńskiej premierze Richarda Straussa Die Schweigsame Frau (1968)
- wszystkich trzech głównych ról kobiecych w Offenbacha Opowieści Hoffmanna; opera była wystawiana w Republice Południowej Afryki (1962; język afrikaans) i w Operze Wiedeńskiej (1967/68; język niemiecki)

## Życiorys

### Wczesna młodość w Południowej Afryce
Mimi Coertse urodziła się 12 czerwca 1932 w Durbanie (KwaZulu-Natal). Uczęszczała do Helpmekaar Girls High School w Johannesburgu. Po ukończeniu nauki była nauczycielką śpiewu i gry na fortepianie. Od 1951 brała udział w koncertach i w audycjach radiowych. Wpływy z koncertów oraz dotacje np. z Johannesburg Skakelkomitee umożliwiły jej studia w Europie. W 1953 roku wyszła za mąż za Dawida Engela, nadawcę i kompozytora (rozwód w 1957).

### Kariera muzyczna w Europie
Mimi Coertse wyjechała do Wiednia w 1954 roku. Rozpoczęła studia pod opieką Marii Hittorff i Josepha Witta (Państwowa Wyższa Szkoła Muzyki i Dramatu). W styczniu 1955 roku podpisała umowę z Vienna Chamber Opera Company, która organizowała, z udziałem Mimi Coertse, wystawienie oper Parsifal Wagnera i Don Giovanni Mozarta w Neapolitan San Carlo Theatre.

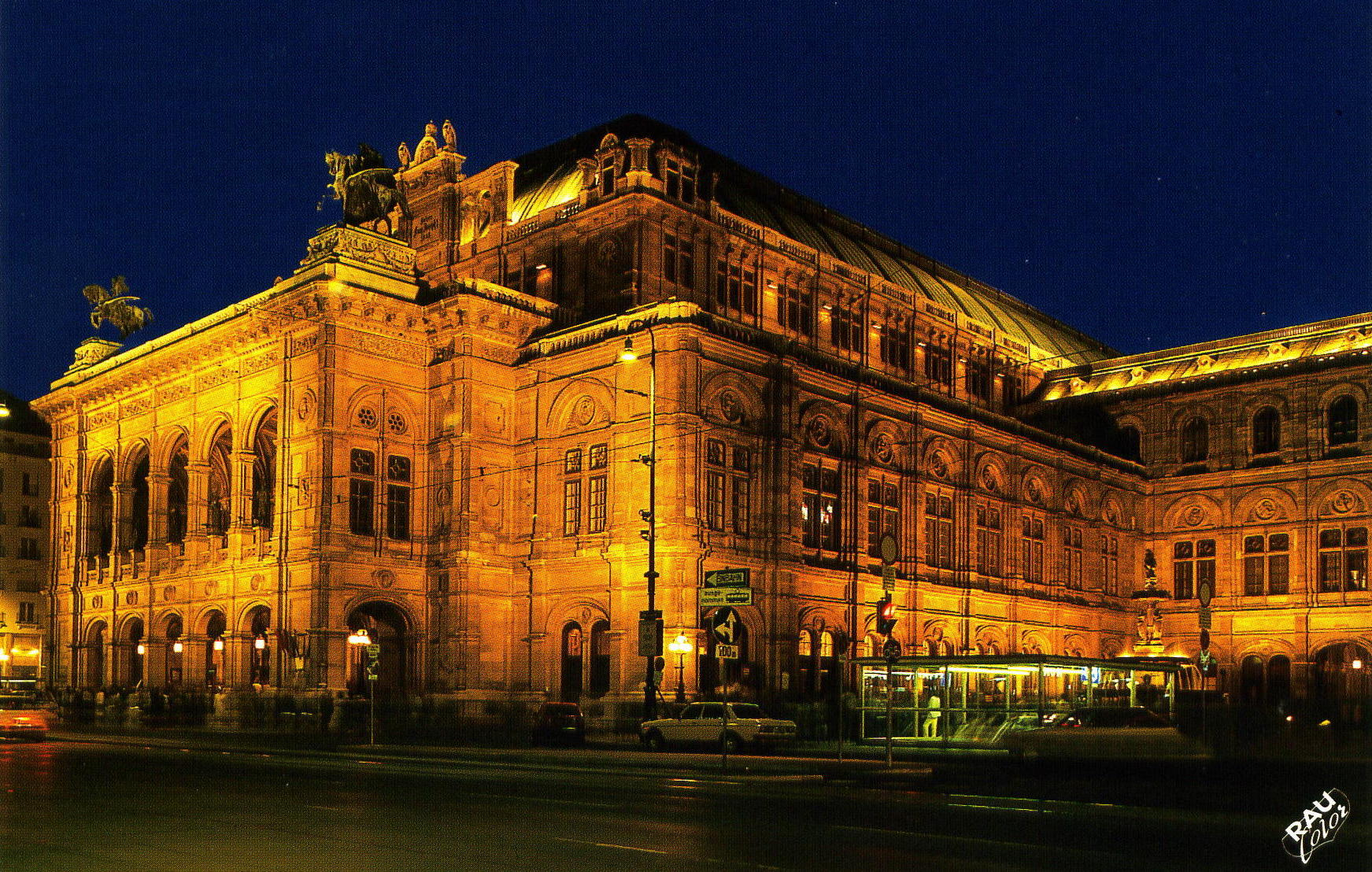
Wiedeńska Opera państwowa nocą

Krytycy i widzowie uznali ją za wokalne odkrycie roku po występach w Schönbrunn (Wiedeń) i Bad Aussee, gdzie śpiewała partie Konstancji w Uprowadzenie z seraju (Wolfgang Amadeus Mozart) i Zerbinetty w Ariadna na Naksos (Richard Strauss). W tym samym roku, po udanej letniej wizycie w Afryce Południowej, nadeszły sukcesy związane z rolą Królowej Nocy w Czarodziejskim flecie (Mozart). W tej roli Coertse występowała ponad 500 razy, na scenach operowych w Bazylei, Neapolu i Wiedniu (17 marca 1956). Otrzymała trzyletni kontrakt w Wiedeńskiej Operze Narodowej, a następnie angaż na stałe.
W latach 1956–1973 Mimi Coertse występowała gościnnie w Covent Garden, Salzburgu, Kolonii, Brukseli, Barcelonie, Palermo, Berlinie i wielu innych miastach. Równocześnie rozszerzała repertuar, obejmując praktycznie wszystkie ważne dramatyczne operowe role koloraturowe, partie solowe w różnych oratoriach i pasjach. Wielkie uznanie zdobyły wykonania ról w wiedeńskiej premierze Opowieści Hoffmanna (RPA, 1962; Wiedeń, 1967/68) i Die Schweigsame Frau (Richard Strauss) (1968).
W 1970 roku Coertse do swojego repertuaru włączyła np. role w operach Straussa (Die ägyptische Helena i Daphne). W Wiedeńskiej Operze Narodowej wystąpiła po raz ostatni w 1978 roku w roli Elżbiety w Don Carlos Verdiego.

### Powrót do Afryki Południowej
W 1978 roku wróciła do Afryki Południowej, z którą utrzymywała kontakty również wcześniej, np. z okazji inauguracji Auli Uniwersytetu w Pretorii (1958), Civic Theatre w Johannesburgu (1962) lub Amfiteatru Uniwersytetu w Pretorii (1962). Śpiewała na inauguracyjnych koncertach innych uniwersyteckich audytoriów, była również zaproszona do występów z National Symphony Orchestra i do udziału w krajowych festiwalach.
W 1998 roku Mimi Coertse założyła, wraz z Neelsem Hansenem, The Black Tie Ensemble - projekt wspierania młodych, klasycznie wyszkolonych wokalistów.

## Role operowe
Niektóre role operowe:
- Uprowadzenie z seraju (Wolfgang Amadeus Mozart) – Konstancja
- Don Giovanni (Wolfgang Amadeus Mozart) – Donna Anna
- Czarodziejski flet (Wolfgang Amadeus Mozart) – Królowa Nocy
- Ariadna na Naksos (Richard Strauss) – Zerbinetta
- Rigoletto (Giuseppe Verdi) – Gilda
- Opowieści Hoffmana (Jacques Offenbach) – Olympia / Giulietta / Antonia
- Palestrina (Hans Pfitzner) – Anioł
- Carmen (Georges Bizet) – Frasquita
- Martha (Friedrich von Flotow) – Martha
- Mignon (Ambroise Thomas) – Philine
- La Traviata (Giuseppe Verdi) – Violetta
- Irische Legenda e (Werner EGK) – aktorka
- Unverhofftes begegnen (Joseph Haydn) – aktorka
- I Pagliacci (Ruggero Leoncavallo) – Nedda
- Arabella (Richard Strauss) – Fiaker-Milli
- Bastien und Bastienne (Wolfgang Amadeus Mozart) – Bastienne
- Die lustige Witwe (Franz Lehára) – Hanna Glawari
- Łucja z Lammermoor (Gaetano Donizetti) – Lucia
- Zemsta nietoperza (Johann Strauss II) – Rosalinde
- La Bohème (Giacomo Puccini) – Musetta
- Norma (Vincenzo Bellini) – Norma
- Così fan tutte (Wolfgang Amadeus Mozart) – Fiordiligi

## Wyróżnienia i nagrody
- 1961 – Medal of Honour of Die Suid-Afrikaanse Akademie vir Wetenskap en Kuns
- 1966 – tytuł Kammersängerin od rządu Austrii
- 1985 – od władz RPA: Decoration for Meritorious Service in recognition of the contribution to the Arts
- 1996 – od rządu Austrii: Österreichisches Ehrenkreuz für Wissenschaft und Kunst
- 2003 – Doktorat hc Uniwersytetu w Pretorii
- 2004 – 4. miejsce na Top 100 Great South Africans